# Milagros Rendón Martell
Milagros Rendón Martillo (La Habana, 1907-Cádiz, 31 de agosto de 1936) fue una mujer republicana, taquimecanógrafa de profesión, activista del PCE, UGT y Socorro Rojo y líder de movimientos obreristas. Fue la primera mujer fusilada en la provincia de Cádiz como consecuencia del Golpe de Estado de 1936.

## Trayectoria
Nacida en La Habana (Cuba), era hija de Julieta Martell Arriet y Francisco Rendón Sanfrancisco y tenía una hermana dos años menor, María Luisa Rendón Martell. En 1911, murió la madre. Su padre, relojero y platero de profesión, regresó a España y se instaló en Cádiz, donde abrió un establecimiento y poco después volvió a casarse. En 1913 murió de pulmonía la segunda esposa de su padre, y su hermana, de salud frágil, estuvo un tiempo ingresada en un sanatorio en Chiclana de la Frontera. El padre, de ideología comunista, tenía un gran interés en la educación de sus hijas. A principios de la década de 1920 las matriculó en la Escuela de Artes y Oficios, que dependía de la Universidad de Sevilla. En 1923, al inicio de la dictadura de Primo de Rivera, Rendón, conocido como "el relojero", fundó la relojería y platería La Central, y se casó por tercera vez.
Milagros Rendón Martell, trabajaba como taquimecanógrafa y tras casarse con José Rubio Quintana, de Chiclana de la Frontera, se instalaron en la casa paterna de ella para vivir con su padre.
Su hermana se casó en 1928 con Daniel Ortega Martínez, que en 1923 llegó a Cádiz desde Fuentecén (Burgos) para estudiar medicina y se costeó la carrera trabajando de mecánico. Procedía de las Juventudes Socialistas y se había unido al Partido Comunista, donde ya tenía un cargo dirigente. Ortega, aparte de ejercer la medicina, fue un importante político y dirigente obrerista, impulsor de UGT y el Socorro Rojo. En 1936, fue elegido diputado en Cortes por la coalición del Frente Popular.
El hecho de que las familias de las hermanas Rendón, con un buen nivel económico y prestigio social, fueran comunistas y apoyaran al  movimiento obrero y las huelgas, fue muy mal visto y criticado por los sectores inmovilistas de la época.
El 18 de julio de 1936, con la sublevación de las tropas del general Franco, Daniel Ortega se trasladó a Madrid y se incorporó al Estado Mayor Central del Ejército Popular de la República como consejero civil y comisario político, siendo uno de los fundadores del Quinto Regimiento. 
El mismo 18 de julio, en la sede del Gobierno Civil de Cádiz, un centenar de personas, entre ellas Milagros Rendón y su padre, se enfrentaron a los golpistas.
El 19 de julio, una vez sofocada la resistencia, la ciudad fue tomada por el Ejército Nacional, que desató el pillaje y la barbarie entre la población civil, siendo especialmente sangrientos los actos cometidos por los mercenarios marroquíes y los falangistas. La relojería-platería fue saqueada y la vivienda destruida. Su padre fue detenido y sometido a juicio sumarísimo, fue fusilado el 9 de agosto de 1936 en el foso de la muralla de Puerta de la Tierra. Milagros Rendón fue la única mujer acusada por los mismos hechos y tras ser vejada y encarcelada, fue sentenciada a muerte y fusilada el 31 de agosto en el mismo lugar, dejando huérfana a Natividad, la hija de sólo un año, que murió pronto.
El 24 de julio, María Luisa Rendón, la hermana de Milagros, que se había quedado sola con sus hijos, fue arrestada y empezó para ella un calvario de vejaciones y torturas psicológicas, como un simulacro de fusilamiento que le provocó un ataque al corazón. Perdió el patrimonio familiar y la custodia de los hijos, de tres y siete años, que fueron bautizados e internados en el orfanato de La Casa Matriz de los Expósitos de Cádiz. Sometida a Consejo de Guerra, fue condenada a 12 años de cárcel, de los que cumplió siete. Durante su largo periplo por distintas prisiones de España fue informada del fusilamiento de la hermana, el padre y el marido.

## Reconocimientos
En el 2019, el Ayuntamiento de Cádiz rindió homenaje a Milagros Rendón Martell, la primera mujer fusilada en Cádiz, dando su nombre a una calle, cerca de donde se encontraba la relojería de su padre. También se inauguró una ruta de memoria histórica para honrar a las víctimas del franquismo y se formuló una propuesta para retirar los símbolos de la Dictadura Franquista que todavía quedaban en el espacio público. Tres años antes, con motivo del Día Internacional de las Mujeres, se recordó a su hermana, María Luisa Rendón, que sobrevivió hasta 1981, con una placa conmemorativa en El Puerto de Santa María y se presentó el libro María Luisa Rendón (1909-1981 Movimiento obrero y represión Franquista en El Puerto de Santa María) que recoge la historia del exterminio de toda la familia. En 1918, el marido de su hermana, Daniel Ortega Martínez, también recibió el homenaje de la ciudad, que le nombró hijo adoptivo.